# Yuni Shara
 (juillet 2023).
Wahyuni Setyaning Budi ou Yuni Shara, née le 3 juin 1972 à Batu, est une actrice et chanteuse indonésienne.

## Biographie
Elle est la sœur aînée du chanteur Krisdayanti. Elle est née sous le nom de Wahyu Setyaning Budi à Batu, Java oriental le 3 juin 1972. Elle a fait ses débuts dans un festival de musique appelé Festival des stars de la radio et de la télévision en 1987 lorsqu'elle avait 15 ans, elle a remporté la 2e place. En 1989, elle participe au même festival et remporte la première place. C'est là qu'elle s'est vu proposer un contrat d'enregistrement par Billboard. Elle a sorti son premier disque en 1990 intitulé Jatuh Cinta Lagi. En 1991, elle a sorti un autre disque intitulé Hilang Permataku, en 1992, elle a sorti Salah Tingkah. Sa carrière a culminé avec la sortie du disque Mengapa Tiada Maaf en 1995. Le disque s'est vendu à 1,5 million d'exemplaires et BASF lui a décerné 4 disques de platine. Elle a également reçu 3 autres disques de platine pour la version indonésienne de la bande originale de la série télévisée d'arts martiaux Le retour des héros Condor.
Son choix de chansons sont principalement de vieilles chansons mélancoliques populaires, un exemple est le style Keroncong. Cependant, sa carrière s'est arrêtée en raison d'une montée en puissance de nouveaux groupes pop qui plaisaient davantage au jeune public.